# Eufem (militar)
Eufem (Euphemus, Εὔφημος) fou un militar atenenc que fou enviat pel govern d'Atenes a Sicília a l'hivern del 415 aC al 414 aC per negociar una aliança amb la ciutat de Camarina. En aquesta ciutat es va trobar amb una missió rival de Siracusa dirigida per Hermòcrates. La seva gestió no va reeixir.